# Smuggling
Smuggling är ett samlande begrepp för införsel och utförsel av varor, människor eller skyddade handlingar eller rättigheter från eller till en stat, som sker i strid mot statens lagstiftning.
Det kan finnas många olika skäl att smuggla. Oftast är det ekonomiska skäl som då narkotika smugglas för att den betingar ett högre pris i mottagarlandet eller att människor smugglas för att sedan utnyttjas i slavliknande förhållanden. Denna typ av brott går under beteckningen människohandel eller trafficking där smugglingen är ett av flera sammanträffande brott.
Smuggling av människor kan också ske mot betalning på den smugglade personens uppdrag. Smuggling med eller utan vinning kan ske vid utförsel av hemligstämplade handlingar. Smugglingen utgör då ett led i brottet spioneri. Smuggling utan vinning sker i de fall där flyktingar illegalt hjälps till annat land eller där någon medför förbjudna föremål genom och förbi säkerhetskontroll till exempel vid incheckning på flygplats.

## Varusmuggling
Varor kan vara belagda med tullavgift, ransonerade, förbjudna att föra över gränsen eller förbjudna över huvud taget att inneha i mottagarlandet. Exempel på smugglade varor kan vara vapen, narkotika, tobaksvaror, spritdrycker, illegalt brutna ädelstenar, varor som kan användas för dödsstraff eller vid tortyr eller produkter med dubbla användningsområden. Även växter till exempel sällsynta orkidéer och andra varor som miljöfarligt avfall och illegala läkemedel smugglas samt djur, särskilt hundar och katter samt även hotade djurarter som vissa apor och kroppsdelar från hotade djurarter som elefantbetar och noshörningshorn. I de flesta länder är det straffbelagt att smuggla och smuggling är därför i allmänhet ett brott.

## Människosmuggling
Människosmuggling är inget nytt fenomen. I århundraden har människor lämnat sitt hemland i hopp om att få ett bättre liv i ett annat land. Under senare år har det skett en ökad migration från Asien, Afrika, Latinamerika och Östeuropa till Västeuropa, Australien och Nordamerika. Beroende på mer restriktiv invandringspolitik och bättre tekniska resurser för att övervaka gränserna har kriminella nätverk i ökad grad tagit över kontrollen av människosmugglingen. Den är inte en ensartad grupp utan pris, sätt och status efter ankomsten i det nya landet varierar.
Ofta sker smugglingen under svåra och omänskliga förhållanden genom att transporten sker i överlastade bilar eller båtar. Dödsfall inträffar ofta. Efter ankomsten till destinationslandet är flyktingen i händerna på smugglarna som ofta fordrar att de arbetar i år på den illegala arbetsmarknaden för att betala av sina skulder.

### Smuggelrutter
Dessa varierar. Exempelvis används rutter från asiatiska länder via Kazakstan, Kirgizistan, Uzbekistan, Tadzjikistan och Turkmenistan till Ryssland och därifrån via Ukraina, Slovakien och Tjeckien till Västeuropa. Det finns en annan rutt från Asien via Iran, Turkiet och någon av länderna i Balkan. Detta är den främsta heroinrutten till Europa och svarar för ungefär 80 % av hela handeln i Europa.
Ibland sker smugglingen genom tunnlar som till exempel mellan Egypten och Gazaremsan.

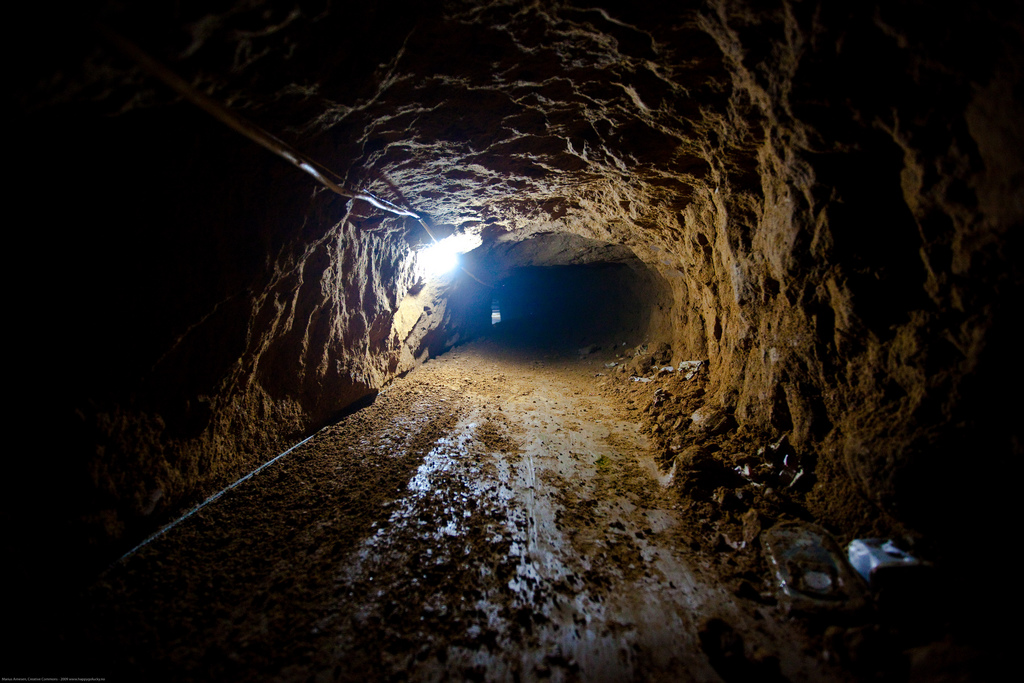
Tunnel i Rafah, Gaza

Tunnlar för smuggling av narkotika har också blivit upptäckta mellan Kanada (British Columbia) och USA. Tunnlar för smuggling av människor och narkotika har avslöjats mellan USA och Mexiko.
Särskilt sommartid mottar Spanien tusentals illegala immigranter från norra Afrika som tar den riskfyllda rutten i överfulla båtar mellan Marocko och Gibraltar där endast 21 kilometer skiljer över sundet.
Australien får ta emot många flyktingar, som landar på västkusten särskilt på Julön, som ligger nära Indonesien.
Många av flyktingarna från Asien startar från Malaysia där de tas söderut och förs till Indonesien efter en kort färjetur. Transporten går sedan vidare via Jakarta till Bali eller Flores och sedan med båt till Australien.
Smugglingen från Sydamerika till USA går oftast genom Mexiko.
Under 2006 kom 31 000 illegala immigranter - varav hälften var från Senegal - till Kanarieöarna.

## Internationella konventioner
Förenta nationernas konvention mot transnationell organiserad brottslighet (United Nations Convention against Transnational Organized Crime), antogs av generalförsamlingen genom resolution 55/25 den 15 november 2000. Den trädde i kraft den 29 september 2003.
Konventionen har kompletterats genom tre protokoll
- Protokollet för att förhindra, undertrycka och straffa trafficking av personer
- Protokollet mot smuggling av flyktingar
- Protokollet mot brottslig tillverkning och handel med vapen och ammunition

Konventionen och protokollen kan läsas i fulltext på arabiska, kinesiska, engelska, franska, ryska eller spanska.

## Sverige
I Sverige är det Tullverket som har till uppgift att bekämpa smuggling, som är definierat i lagen (2000:1225) om straff för smuggling. Smuggling är ett typiskt exempel på ett spanings- och ingripandebrott, det vill säga ett brott som upptäcks som resultat av polisens, åklagarens, tullens eller andras arbetsinsatser.
Den som uppsåtligen till landet för in eller från landet för ut en vara ska dömas för smuggling till böter eller fängelse enligt 3 § lagen om straff för smuggling. Om brottet är ringa döms till penningböter.
Om smugglingen skett systematiskt och i större omfattning eller inneburit en allvarlig kränkning av ett betydande samhällsintresse ska gärningsmannen dömas för grov smuggling till fängelse, lägst sex månader och högst sex år. Det kan bedömas som transnationell brottslighet.
Varusmuggling har ansetts fullbordad i och med att gärningsmannen gått in i en fil för resande som inte har något att deklarera.
Högsta domstolen har i en intressant dom frikänt ett antal personer som i strid mot 4 kap. 2 § första stycket alkohollagen importerat alkohol. I målet inhämtade HD yttrande från EG-domstolen som förklarade att den svenska bestämmelsen stred mot artiklarna 28 och 30 i EG-fördraget. Den som för in stora mängder alkohol som inte är avsedd för eget bruk utan att anmäla till tullbehandling kan istället dömas för Olovlig förflyttning av punktskattepliktiga varor.